# 703-as busz (2018–2019)
A 703-as jelzésű elővárosi autóbusz Budapest, Budafok Városház tér és Érd, autóbusz-állomás között közlekedett, kizárólag egy irányban, munkanapokon egy indulással. A járatot a Volánbusz üzemeltette.

## Története
2018. február 26-án indult a Budapest–Pécs-vasútvonal Kelenföld és Érd felső közötti pályafelújítási munkálatainak idejére.

## Útvonala
| Budapest, Budafok Városház tér → Érd, autóbusz-állomás |
| --- |
| Budapest, Budafok Városház tér vá. – Kossuth Lajos utca – Nagytétényi út – Vilmos utcai felüljáró – – Érd, Budafoki út – Budai út – Diósdi út – Balatoni út – Budai út – Érd, autóbusz-állomás vá. |

## Megállóhelyei
| 0                                 | Budapest, Budafok Városház tér induló végállomás        | |
| 2                                 | Budapest, Vágóhíd utca (csak felszállás céljából)       | |
| 3                                 | Budapest, Háros vasútállomás (csak felszállás céljából) | |
| 4                                 | Budapest, Háros utca (csak felszállás céljából)         | |
| 12                                | Budapest, Tétényi út (Érd, Tétényi út)                  | |
| Budapest–Érd közigazgatási határa |                                                         | |
| 14                                | Érd, Sulák-Árok                                         | 701 |
| 15                                | Érd, Állami Gazdaság                                    | 701 |
| 16                                | Érd, Erika utca                                         | 710, 722 |
| 17                                | Érd, Kálvin tér                                         | 701, 710, 722, 734, 735, 736, 742, 744, 746, 755 S30 , Z30 , S34 , S35 , S36 , S40 , S42                          |
| 18                                | Érd, Széchenyi tér                                      | 701, 734, 735, 736, 744, 755                                                                                      |
| 19                                | Érd, Attila utca                                        | 701, 735, 736 |
| 22                                | Érd, Sárvíz utca                                        | 701, 710, 722 |
| 24                                | Érd, Erika utca                                         | 710, 722 |
| 25                                | Érd, autóbusz-állomás érkező végállomás                 | 701, 705, 710, 722, 734, 735, 736, 742, 744, 746, 755 S40 , S42 Érd alsó: S30 , Z30 , S34 , S35 , S36 , S40 , S42 |